# Franc (Vorname)
Franc ist ein männlicher Vorname. Es handelt sich um eine Variante von Franz oder Frank, insbesondere im Slowenischen und Sorbischen. In slawischen Sprachen ist die Aussprache fɾant͡s oder frant͡s (etwa wie deutsch Franz), ansonsten wird das c typischerweise als k ausgesprochen.
Weibliche Varianten im Slowenischen sind Frančiška, Francka und Franciska.

## Träger
- Franc Jager (1869–1941), slowenisch-US-amerikanischer Geistlicher, Apidologe, Agronom, Hochschullehrer, Imker und Gärtner, siehe Francis Jager
- Franc Kangler (* 1965), slowenischer Politiker (vormals SLS)
- Franc Kattnig (* 1945), österreichischer Verleger, Autor und Journalist zur slowenischen Sprache und Kultur in Kärnten
- Franc Kramberger (* 1936), emeritierter Erzbischof von Maribor
- Franc Roddam (* 1946), britischer Filmregisseur, Drehbuchautor und Produzent
- Franc Rodé (* 1934), emeritierter Kurienkardinal der römisch-katholischen Kirche
- Franc Rozman (1911–1944), jugoslawischer Partisanenführer im Zweiten Weltkrieg
- Franc Tausch (1968–2012), bürgerlich Frank-Dieter Tausch, deutscher Moderator, Schauspieler, Synchronsprecher, Journalist, Filmkritiker und YouTuber